# هارالد واينبرغ
هارالد واينبرغ هو سياسي ألماني، ولد في 13 فبراير 1957 في باد غودزبرغ في ألمانيا. نشط حزبياً في الحزب الديمقراطي الاجتماعي الألماني وحزب اليسار. في الانتخابات الفيدرالية الألمانية 2017، انتخب عضو في البوندستاغ الألماني عن دائرة Ansbach (electoral district) ‏ وقد انضم خلال البوندستاغ الألماني التاسع عشر (24 أكتوبر 2017 – ) للكتلة البرلمانية The Left faction (Bundestag) ‏ وانتخب عضو في البوندستاغ الألماني خلال فترته النيابية ‏ (27 أكتوبر 2009 – 22 أكتوبر 2013).

## وصلات خارجية
- الموقع الرسمي